# Shahrestān di Andika
Lo shahrestān di Andika (farsi شهرستان اندیکا) è uno dei 26 shahrestān del Khūzestān, in Iran. Il capoluogo è Qal'eh-ye Khavaje (قلعه خواجه).